# Gedächtnisweltmeisterschaft

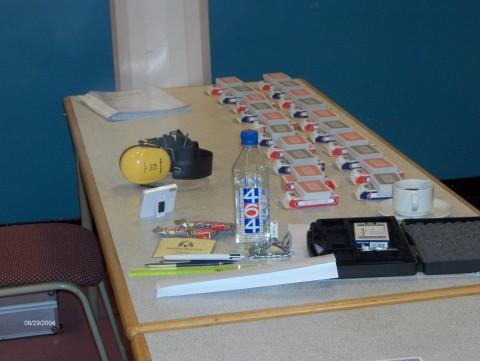
Teilnehmertisch bei den Gedächtnisweltmeisterschaften

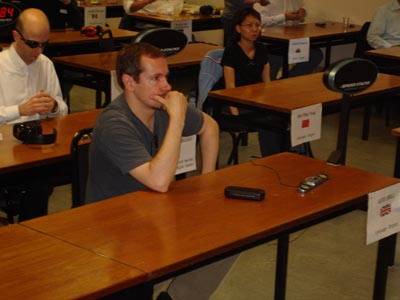
Gedächtnisweltmeisterschaften 2006, im Vordergrund Andi Bell

Die Gedächtnisweltmeisterschaften (engl. World Memory Championships) finden seit 1991 jährlich statt und werden von dem internationalen Gedächtnissportverband, dem World Memory Sports Council (WMSC) organisiert. Gründer und Organisator der Weltmeisterschaften ist der bekannte englische Psychologe und Mentaltrainer Tony Buzan. Die Weltmeisterschaften werden als 3-tägiger Zehnkampf durchgeführt. Der Gesamtsieger erhält den Titel Gedächtnisweltmeister oder englisch World Memory Champion.
Im Laufe der Jahre hat sich die Teilnehmerzahl stark gesteigert. Bei der ersten Weltmeisterschaft waren nur 9 Teilnehmer am Start, 2010 waren dies bereits weit über 100.
Alle Kontinente waren vertreten. Besonders in China zeigen die Medien sehr großes Interesse an der Weltmeisterschaft. So wurde der 2010 in Guangzhou ausgetragene Wettkampf live übertragen.

## Austragungsorte und Gewinner
| Jahr | Austragungsort | Erster Platz     | Zweiter Platz    | Dritter Platz           |
| ---- | -------------- | ---------------- | ---------------- | ----------------------- |
| 1991 | London         | Dominic O’Brien  | Jonathan Hancock | Kenneth Wilshire        |
| 1992 | ausgefallen    | ausgefallen      | ausgefallen      | ausgefallen             |
| 1993 | London         | Dominic O’Brien  | Jonathan Hancock | Philip Bond             |
| 1994 | London         | Jonathan Hancock | Dominic O’Brien  | James Lee               |
| 1995 | London         | Dominic O’Brien  | Jonathan Hancock | Andi Bell               |
| 1996 | London         | Dominic O’Brien  | Andi Bell        | Tom Groves              |
| 1997 | London         | Dominic O’Brien  | Andi Bell        | David Thomas            |
| 1998 | London         | Andi Bell        | Michael Tipper   | Gunther Karsten         |
| 1999 | London         | Dominic O’Brien  | Yu Zhang         | Andi Bell               |
| 2000 | London         | Dominic O’Brien  | Andi Bell        | Gunther Karsten         |
| 2001 | London         | Dominic O’Brien  | Gunther Karsten  | Andi Bell               |
| 2002 | London         | Andi Bell        | Dominic O’Brien  | Gunther Karsten         |
| 2003 | Kuala Lumpur   | Andi Bell        | Astrid Plessl    | Ben Pridmore            |
| 2004 | Manchester     | Ben Pridmore     | Astrid Plessl    | Joachim Thaler          |
| 2005 | Oxford         | Clemens Mayer    | Gunther Karsten  | Joachim Thaler          |
| 2006 | London         | Clemens Mayer    | Gunther Karsten  | Joachim Thaler          |
| 2007 | Bahrain        | Gunther Karsten  | Ben Pridmore     | Simon Reinhard          |
| 2008 | Bahrain        | Ben Pridmore     | Gunther Karsten  | Johannes Mallow         |
| 2009 | London         | Ben Pridmore     | Johannes Mallow  | Simon Reinhard          |
| 2010 | Guangzhou      | Wang Feng        | Johannes Mallow  | Ben Pridmore            |
| 2011 | Guangzhou      | Wang Feng        | Liu Su           | Li Wei                  |
| 2012 | London         | Johannes Mallow  | Simon Reinhard   | Jonas von Essen         |
| 2013 | London         | Jonas von Essen  | Johannes Mallow  | Christian Schäfer       |
| 2014 | Hainan         | Jonas von Essen  | Simon Reinhard   | Sengesamdan Ulziikhutag |
| 2015 | Chengdu        | Alex Mullen      | Marwen Wallonius | Simon Reinhard          |
| 2016 | Singapur       | Alex Mullen      | Huang Shenghua   | Su Zehe                 |

Seit 2017 gibt es Weltmeisterschaften von zwei verschiedenen Organisationen (IAM und WMSC).

### International Association of Memory (IAM)
| Jahr | Austragungsort | Erster Platz | Zweiter Platz        | Dritter Platz     |
| ---- | -------------- | ------------ | -------------------- | ----------------- |
| 2017 | Jakarta        | Alex Mullen  | Munkhshur Narmandakh | Yanjaa Wintersoul |

### World Memory Sports Council (WMSC)
| Jahr | Austragungsort | Erster Platz         | Zweiter Platz | Dritter Platz |
| ---- | -------------- | -------------------- | ------------- | ------------- |
| 2017 | Shenzhen       | Munkhshur Narmandakh | Shi Binbin    | Su Zehe       |